# Oaxaca, Oaxaca
Oaxaca (cunoscut și ca Oaxaca de Juárez) este capitala, cel mai mare oraș și o municipalitate a statului mexican Oaxaca.
Amplasat în regiunea văilor centrale ale statului, la poalele dealurilor Sierra Madre, orașul Oaxaca se extinde de la baza muntelui Cerro del Fortín până pe malurile râului Atoyac.

## Personalități
Oameni notabili asociați cu statul Oaxaca includ următorii:
- Andrew Hernandez
- Benito Juárez
- Porfirio Díaz
- José Vasconcelos
- Ricardo Flores Magón
- D. H. Lawrence
- Malcolm Lowry, autor
- Rodolfo Morales, artist
- Rufino Tamayo, artist
- Francisco Toledo, artist
- Lila Downs, cântăreață
- Vinny Castilla, jucător în Major League Baseball
- Geronimo Gil, jucător în Major League Baseball
- Macedonio Alcalá, compozitor
- Nadia Yvonne Lopez Ayuso, cântăreață
- Maria Sabina, șaman